# 2025年菲拉赫持刀襲擊事件
中歐時間2025年2月15日，奧地利菲拉赫發生一宗隨機持刀襲擊事件，一名23歲男子涉嫌襲擊6名行人，造成一名14歲男童死亡，5人受傷。

## 襲擊
當地時間2025年2月15日下午4點左右，這宗襲擊發生在奧地利南部菲拉赫市中心附近。嫌疑犯用一把刀刃長10厘米的折疊刀持刀無差別襲擊路人。據目擊者稱，他還高喊「真主至大」。事發過程中，一名敘利亞籍外卖员駕車目睹襲擊，隨即開車衝向嫌疑犯，試圖阻止更多傷亡。奧地利警方發言人雷納·迪奧尼西奧隨後表示，該名外卖员的干預有效地減少襲擊規模。
襲擊造成一名14歲男童死亡，五人受傷，傷者年齡分別為兩名15歲、一名28歲、32歲和36歲，其中三人目前仍在加護病房接受治療。

## 嫌疑犯
案發後，奧地利當局逮捕23歲的敘利亞公民艾哈邁德·G（Ahmad G.），並持續調查是否有其他涉案者。警方發言人雷納·迪奧尼西奧在接受奧地利廣播集團採訪時表示，調查人員在初部調查中尚未確認嫌疑犯是否因伊斯蘭極端主義行動，亦不確定其是否單獨作案，因此當局仍在追查可能的共犯。
根據初步調查，嫌疑人擁有奧地利合法居留資格。

## 調查
根據克拉根福檢察官表示，當局已針對這宗案件展開謀殺與謀殺未遂調查，並由國家保護與打擊極端主義辦公室與 克恩頓州國家刑警辦公室共同負責。
調查人員認定，這宗襲擊是由一名伊斯蘭極端分子所犯下。警方在搜查嫌疑人住所時，發現牆上懸掛著伊斯蘭國旗幟。
根據警方調查，嫌疑犯在短時間內透過網路激進化，案發前並未有犯罪紀錄或遭警方關注。據稱，他曾向伊斯蘭國或其他聖戰組織宣誓效忠。

## 反應
奧地利內政部長格哈德·卡納表示，嫌疑犯受伊斯蘭極端主義影響，並與伊斯蘭國有聯繫。當局在菲拉赫市中心設立哀悼區。
執政黨奧地利人民黨總書記克里斯蒂安·施托克爾表示，必須在政治層面採取一切可行措施，以防止類似的恐怖襲擊再次發生。奧地利自由黨主席赫伯特·基克爾則強調「奧地利堡壘」的理念，主張更嚴格的移民政策。
奧地利社會民主黨主席安德烈亞斯·巴布勒表示，必須「採取一切法律手段」，並稱「這種犯罪在我們的社會裡根本不應發生。」